# Greutate

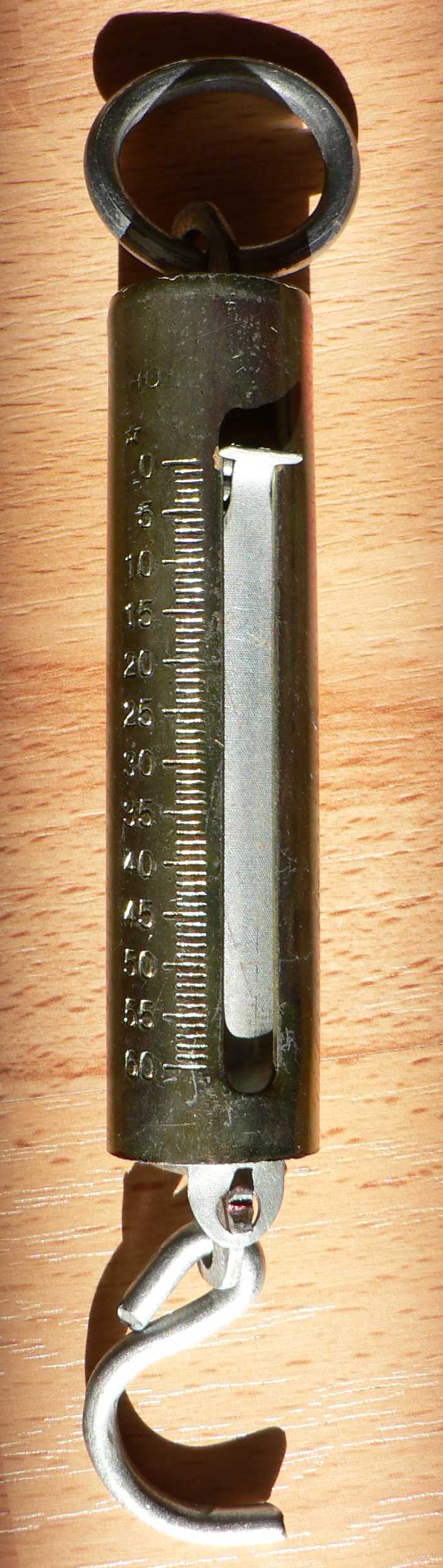
Un cântar cu arc măsoară greutatea unui obiect.

În știință și inginerie, greutatea unui obiect este legată de forța care acționează asupra obiectului, fie datorită gravitației, fie unei forțe de reacție care îl ține pe loc.
Unele manuale standard definesc greutatea ca o cantitate vectorială, forța gravitațională care acționează asupra obiectului. Alții definesc greutatea ca o cantitate scalară, mărimea forței gravitaționale. Alții îl definesc ca mărimea forței de reacție exercitate asupra unui corp prin mecanisme care îl mențin în loc. Astfel, într-o stare de cădere liberă, greutatea ar fi zero. În acest sens al greutății, obiectele terestre pot fi lipsite de greutate: ignorând rezistența aerului, faimosul măr căzut din copac, în drumul său spre pământul de lângă Isaac Newton, ar fi fost lipsit de greutate.
Unitatea de măsură pentru greutate este cea a forței, care în Sistemul internațional de unități (SI) este newton (simbol: N). De exemplu, un obiect cu o masă de un kilogram are o greutate de aproximativ 9,8 newtoni pe suprafața Pământului și aproximativ o șesime pe Lună. Deși greutatea și masa sunt cantități științific distincte, termenii sunt adesea confundați între ei în utilizarea de zi cu zi.
Complicațiile suplimentare în elucidarea diferitelor concepte de greutate au legătură cu teoria relativității conform căreia gravitația este modelată ca o consecință a curburii spațiu-timp. În comunitatea didactică, a existat o dezbatere considerabilă de peste o jumătate de secol cu privire la definirea greutății pentru studenții. Situația actuală este aceea că co-există un set de concepte multiple și își găsesc utilizare în diferite contexte.

## Istorie

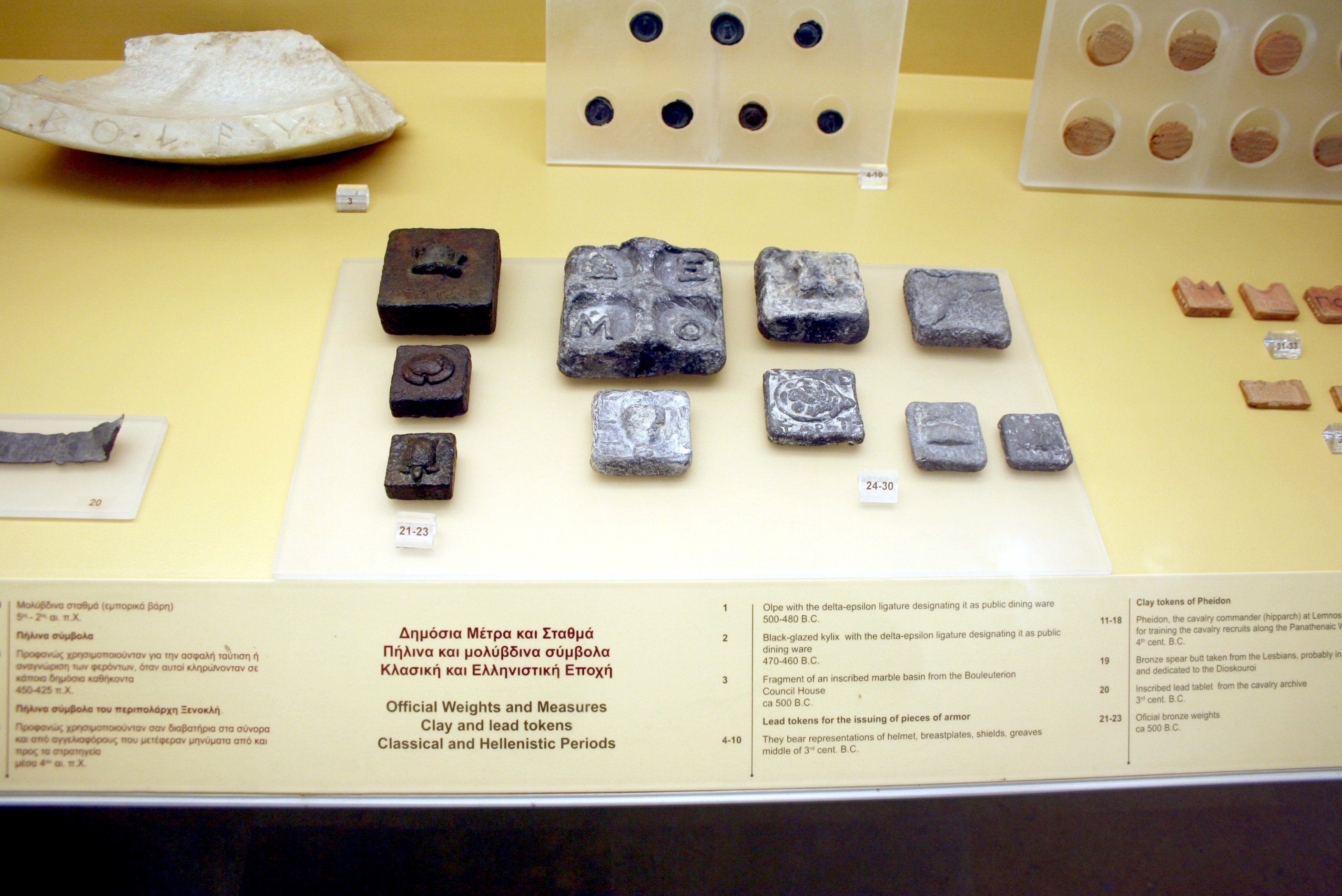
Greutăți oficiale antice din bronz datând din jurul secolului al VI-lea î.Hr., expuse la Muzeul Agora Antică din Atena.

Discuțiile despre conceptele de  apăsare (greutate) și ușurință (levitate) datează  de la filosofii greci antici. Acestea au fost în mod obișnuit văzute ca proprietăți inerente ale obiectelor. Platon a descris greutatea drept tendința naturală a obiectelor de a-și căuta semenii. Pentru Aristotel, greutatea și levitatea au reprezentat tendința de a restabili ordinea naturală a elementelor de bază: aerul, pământul, focul și apa. El a atribuit o greutate absolută pământului și o levitate absolută focului. Arhimede a văzut greutatea ca o calitate opusă flotabilității, conflictul dintre cele două determinând dacă un obiect se scufundă sau plutește. Prima definiție operațională a greutății a fost dată de Euclid, care a definit greutatea ca fiind: „greutatea este apăsarea sau ușurința unui lucru, în comparație cu altul, măsurată de un cântar”. Cântarele operaționale (mai degrabă decât definițiile) au  fost totuși folosite mult mai mult timp.

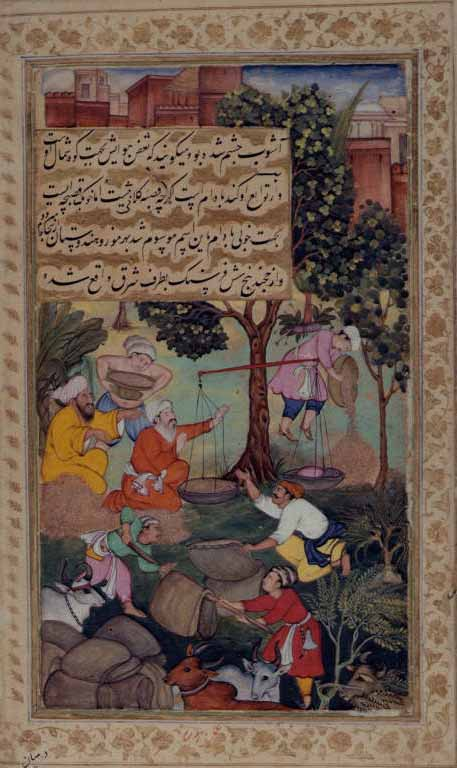
Cântărind cereale, de la Babur-namah

Potrivit lui Aristotel, greutatea a fost cauza directă a mișcării de cădere a unui obiect, viteza obiectului în cădere se presupunea că este direct proporțională cu greutatea obiectului. Pe măsură ce învățații medievali au descoperit că în practică viteza unui obiect care cade creștea cu timpul, acest lucru a determinat o schimbare a conceptului de greutate pentru a menține această relație cauză-efect. Greutatea a fost împărțită într-o „greutate statică” sau pondus, care a rămas constantă, iar gravitația sau gravitas, se schimba odată cu căderea obiectului. Conceptul de gravitas a fost înlocuit în cele din urmă de impetus-ul lui Jean Buridan, un precursor al impulsului.
Apariția concepției copernicane asupra lumii a dus la renașterea ideii platonice că obiectele se atrag, dar în contextul corpurilor cerești. În secolul al XVII-lea, Galileo a făcut progrese semnificative asupra conceptul de greutate. El a propus o modalitate de a măsura diferența dintre greutatea unui obiect în mișcare și a unui obiect în repaus. În cele din urmă, el a concluzionat că greutatea era proporțională cu cantitatea de materie a unui obiect și nu cu viteza mișcării așa cum se presupune din perspectiva aristotelică asupra fizicii.

### Newton
Introducerea legilor mișcării ale lui Newton și dezvoltarea legii gravitației universale a lui Newton au dus la dezvoltarea considerabilă a conceptului de greutate. Greutatea a devenit fundamental separată de masă. Masa a fost identificată ca o proprietate fundamentală a obiectelor conectate la inerția lor, în timp ce greutatea a devenit identificată cu forța gravitației asupra unui obiect și, prin urmare, depinde de contextul obiectului. În special, Newton a considerat că greutatea este relativă la un alt obiect care provoacă atracția gravitațională, de exemplu, greutatea Pământului față de Soare.
Newton a recunoscut că greutatea măsurată prin acțiunea de cântărire era afectată de factori de mediu, cum ar fi flotabilitatea. El a considerat aceasta o greutate falsă indusă de condiții de măsurare imperfecte, pentru care a introdus termenul de greutate aparentă în comparație cu adevărata greutate definită de gravitație. Deși fizica newtoniană a făcut o distincție clară între greutate și masă, termenul de greutate a continuat să fie utilizat în mod obișnuit atunci când oamenii se refereau de fapt la masă. Aceasta a determinat cea de-a 3-a Conferință Generală privind Greutățile și Măsurile (CGPM) din 1901 să declare oficial „Cuvântul greutate denotă o cantitate de aceeași natură cu o forță: greutatea unui corp este produsul masei sale și accelerația datorată gravitației”, distingându-l astfel de masă pentru uz oficial.

### Relativitatea
În secolul XX, conceptele newtoniene despre timpul și spațiul absolut au fost contestate de relativitate. Principiul  echivalenței a lui Einstein a pus pe toți observatorii, în mișcare sau în accelerație, pe aceeași poziție. Aceasta a dus la o ambiguitate cu privire la ceea ce se înțelege exact prin forța gravitației și a greutății. O scară într-un ascensor accelerat nu poate fi diferențiată de o scară dintr-un câmp gravitațional. 
Forța gravitațională și greutatea au devenit astfel cantități esențial-dependente de cadru. Acest lucru a determinat abandonarea conceptului ca fiind de prisos în științele fundamentale precum fizica și chimia. Principiul de echivalență al lui Einstein a pus pe  toți observatorii, care se mișcă sau accelerează, pe aceeași bază. Acest lucru a  dus la o ambiguitate cu privire la ceea ce se înțelege exact prin forța gravitației  și greutate. O scală într-un ascensor accelerat nu poate fi distinsă de o scală  dintr-un câmp gravitațional. Forța gravitațională și greutatea au devenit astfel, în esență, cantități dependente de cadru. Acest lucru a determinat abandonarea  conceptului ca fiind inutil în științele fundamentale, cum ar fi fizica și chimia. Cu toate acestea, conceptul a rămas important în predarea fizicii. Ambiguitățile introduse de relativitate au dus, începând cu anii '60, la o dezbatere considerabilă în comunitatea didactică cu privire la modul de definire a greutății pentru studenții lor, alegând între o definiție nominală a greutății ca forța datorată gravitației sau o definiție operațională definită prin actul de cântărire.

## Unități de măsură
Ca pentru orice alt tip de forță, unitatea de măsură în Sistemul Internațional pentru greutate este newtonul (simbol: N). În sistemul CGS de unități greutatea se măsoară în unitatea numită „dină”, definită ca forța care imprimă unui corp de 1 g o accelerație de 1 cm/s².
În aplicații practice greutatea se exprimă adesea și în kilograme-forță (simbol: kgf), unitate definită ca forța egală cu greutatea unui corp cu masa de 1 kg la suprafața Pământului; relația dintre kilogramul-forță și newton este: 1 kgf = 9,80665 N (egalitate exactă prin definiție).
Greutățile exprimate în kilograme-forță au avantajul că sunt aproximativ egale numeric cu masele corespunzătoare (măsurate în kilograme) și permit calcule simple. Totuși, exprimarea greutății în kilograme, care se întâlnește deseori în viața curentă, este greșită din punct de vedere științific.

## Măsurarea greutății
Greutatea se poate determina folosind aceleași instrumente ca pentru alte tipuri de forță. O categorie de astfel de instrumente se bazează pe deformarea unui corp elastic și măsurarea acestei deformări. Așa funcționează cîntarele cu arc, cîntarele hidraulice, cîntarele pneumatice, cîntarele electronice cu senzori de tensiune mecanică etc.
O altă metodă se bazează pe echilibrul de greutăți sau momente ale forței, ceea ce permite compararea greutății unei mase necunoscute cu a unor mase cunoscute. Pe acest principiu se bazează balanțele (cu brațe de obicei egale) și cîntarele (cu mase ce pot fi deplasate în dreptul unei scale).
Diferența dintre cele două principii de măsurare este că în cazul dinamometrelor etc. se determină direct greutatea, iar în cazul balanțelor se găsește o relație între mase, încît greutatea rezultă indirect și necesită cunoașterea accelerației gravitaționale de la locul măsurării sau includerea acesteia în procesul de calibrare.

## Greutatea și masa corpurilor
Greutatea unui corp nu trebuie confundată cu masa lui. În viața curentă se face deseori confuzia între greutate și masă, aceasta din cauză că, la prima vedere, orice obiect care cântărește 1 kilogram-forță are masa tot de 1 kilogram. Din punct de vedere fizic însă cele două noțiuni sunt distincte. Astfel, masa este o proprietate intrinsecă a corpului, un scalar care nu depinde de locul unde se află corpul, și exprimă cantitativ inerția acestuia, adică tendința de a se opune mai puternic sau mai slab schimbării stării de mișcare sau repaus atunci când i se aplică o forță. În schimb, greutatea este o forță (un vector) care măsoară o interacțiune, în particular aceea dintre corpul a cărui greutate o măsurăm și corpul care generează câmpul gravitațional respectiv. În timp ce masa corpului este constantă, greutatea sa depinde de intensitatea câmpului gravitațional; de exemplu greutatea unui obiect pe Pământ este diferită de greutatea aceluiași obiect la mari altitudini, în stratosferă, în misiunile spațiale sau și pe Lună, deși masa obiectului e în toate cazurile aceeași.

## Greutatea pe Pământ
Măsurări de precizie arată că nici pe Pământ greutatea unui corp nu este constantă, ci depinde de valoarea locală a accelerației gravitaționale. Aceasta depinde de latitudine, de altitudine și de distribuția locală de masă a scoarței terestre. De aceea cântarele care măsoară masa prin intermediul greutății trebuie să fie calibrate înainte de utilizare și au precizia optimă numai în locul unde s-a efectuat calibrarea (problema se pune numai la cântarele cu precizie mai bună de 1 %). Balanțele nu suferă de această limitare; ele efectuează calibrarea în mod natural la fiecare măsurare, întrucât funcționează prin compararea greutății necunoscute cu greutăți cunoscute.